# Dendronephthya savignyi
Dendronephthya savignyi är en korallart som beskrevs av Ehrenberg 1843. Dendronephthya savignyi ingår i släktet Dendronephthya och familjen Nephtheidae. Inga underarter finns listade i Catalogue of Life.